# Piermario Morosini
Piermario Morosini (Bergamo, 1986. július 5. – Pescara, 2012. április 14.) olasz profi középpályás labdarúgó, aki a Livorno Pescara elleni mérkőzésén a pályán szívinfarktust kapott, és huszonöt éves korában elhunyt.

## Fiatalkora
Piermario Morosini 1986. július 5-én született lombardiai Bergamóban. Édesanyja, Camilla 2001-ben halt meg, amikor ő még csak tizenöt éves volt. Édesapja, Aldo 2003-ban hunyt el, kevéssel később fogyatékos bátyja öngyilkos lett, így egyedül maradt fogyatékos nővérével.
Nem sokkal szülei halála után Morosini így nyilatkozott:

„Amik velem történtek, megváltoztatták az életem, és ráébresztettek, hogy meg kell valósítanom az álmomat, ami a szüleimé is volt, vagyis hogy jó focista legyek, mert tudom, hogy ennek ők is nagyon örültek volna.”

## Pályafutása

### Klubcsapatokban
Morosini pályafutását szülővárosa klubjában, az Atalantában kezdte, majd 2005-ben az Udinese csapatához igazolt.
2005. október 23-án debütált a Serie A-ban az Udinese Inter elleni mérkőzésén, és a bajnokságban összesen öt alkalommal lépett pályára. A 2005–06-os szezonban az UEFA-kupában is bemutatkozott a Levszki Szofija–Udinese mérkőzésen.
Morosini játékjoga 2006-ban véglegesen az Udinese tulajdonába került. Még ugyanebben az évben csapata tapasztalatszerzés céljából kölcsönadta a Bolognának. 2007-ben az olasz középpályás 500 000 euróért a Serie B-ben szereplő Vicenza Calcióhoz igazolt, négyéves szerződéssel. 2009-ben 300 000 euróért újra az Udineséhez került.
2009. augusztus 31-én kölcsönbe a Serie B kieső helyén álló Regginához szerződött.
2010. február 1-jén kölcsönadták a Calcio Padovának. A klub 2010 júniusában úgy döntött, hogy nem vásárolja meg őt véglegesen.
2011 januárjában kölcsönbe a Vicenzához került, ahol 15 alkalommal lépett pályára.
2012. január 31-én a Livornóhoz került kölcsönbe, ahol 8 mérkőzésen kapott lehetőséget.

### A válogatottban
Morosini 2001-ben debütált az olasz U-17-es válogatottban, az U-21-es csapatban pedig 2006-ban. A 2009-es U17-es labdarúgó-Európa-bajnokságra tartalékként hívták be.

## Halála és emlékezete
2012. április 14-én a Livorno játékosaként a Pescara ellen idegenben lejátszott másodosztályú bajnoki mérkőzés 31. percében Morosininak megállt a szíve, és fölbukott. A földön botladozva próbált felállni, majd elvesztette az eszméletét, és még a pályán újraélesztési ellátást kapott, defibrillátor alkalmazásával. Az ANSA hírügynökség szerint egy városi rendőrautó közel egy percig elállta a stadion kijáratát a mentőautó elől, de egy kardiológus szerint ez nem számított. Miután Morosinit kórházba szállították és a mérkőzést 2–0-s Livorno vezetésnél félbeszakították, több játékos is sírva hagyta el a pályát.
A Santo Spirito kórházba szállították, de a beszámolók szerint még a kórházba érkezés előtt meghalt. Az olasz média Morosini haláláról a látogatóba ment csapattársai hangos sírása és kiáltozása után értesült. A hétvégén az olasz labdarúgó-bajnokság összes mérkőzését elhalasztották, a Livorno és a Vicenza ezután úgy döntött, hogy visszavonultatják a 25-ös mezszámot, amelyet Morosini viselt, amíg a játékosuk volt.
Morosini halála négy héttel azután következett be, hogy Fabrice Muamba szíve megállt egy angol FA-kupa-mérkőzésen, ezután hívták fel a labdarúgásban a figyelmet a szívelégtelenség kockázatára. Morosini fogyatékkal élő nővére család nélkül maradt. Az Udinese játékosa, Antonio Di Natale azonban kijelentette, hogy anyagilag támogatja és gondoskodik róla.
Néhány nappal Morosini halála után a tiszteletére az Atleti Azzurri d’Italia Stadion – az Atalanta stadionja – Curva Sudját (B-közép) Curva Piermario Morosinire nevezték át.
Halálának harmadik évfordulóján a Juventus kapusa, Gianluigi Buffon Morosininek ajánlotta csapata 2014–15-ös Bajnokok Ligája-negyeddöntőben a Monaco ellen aratott 1–0-s idegenbeli győzelmét. Az Olasz ifjúsági bajnokság legjobb játékosának járó díjat róla nevezték el.

## Fordítás
- Ez a szócikk részben vagy egészben  a   Piermario Morosini című angol Wikipédia-szócikk ezen változatának fordításán alapul.  Az eredeti cikk szerkesztőit annak laptörténete sorolja fel. Ez a jelzés csupán a megfogalmazás eredetét és a szerzői jogokat jelzi, nem szolgál a cikkben szereplő információk forrásmegjelöléseként.